# Julia och Annas kapell, Petrozavodsk
Julia och Annas kapell (ryska: Часовня Иулии и Анны; translitteration: Tjasovnja Iulii i Anni) är ett ryskt-ortodoxt kapell beläget vid Sulazhgorskaja-gatan 102, i staden Petrozavodsk i delrepubliken Karelska republiken, i västra Ryssland.
Kapellet tillhör Petrozavodsks stift i den Rysk-ortodoxa kyrkan.

## Historik
Julia och Annas kapell i Petrozavodsk invigdes den 15 augusti 2005.

## Bilder

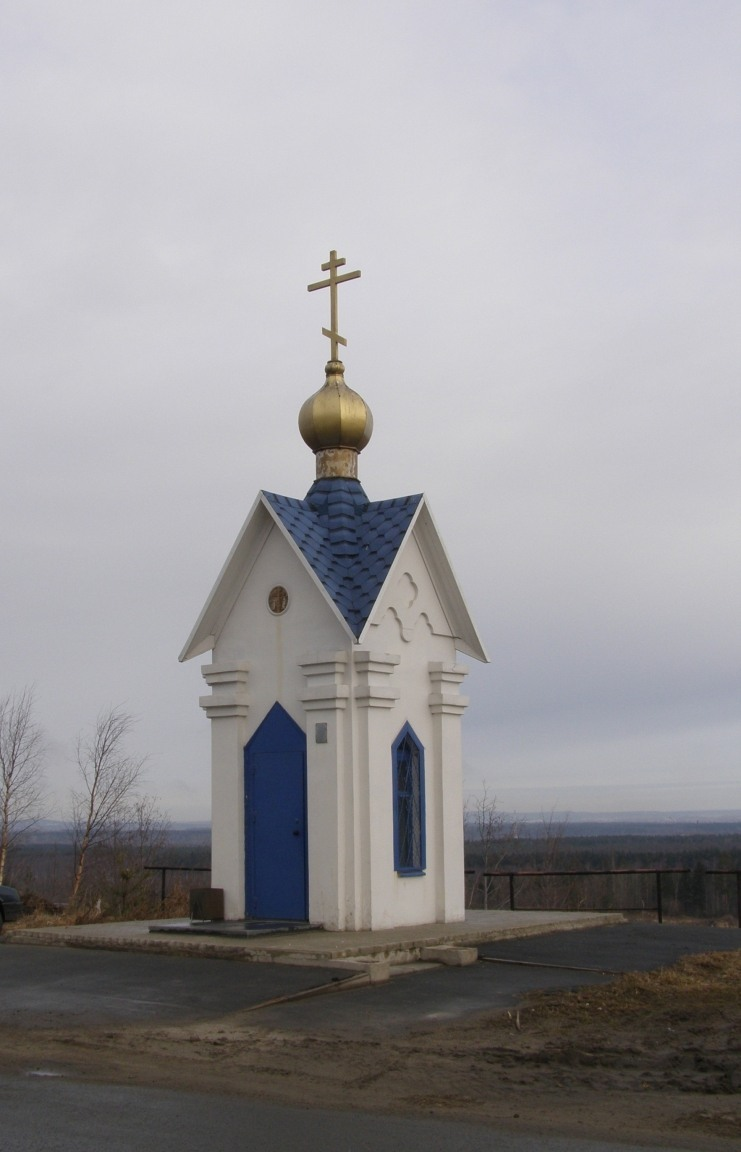
Närmare bild på kapellet.
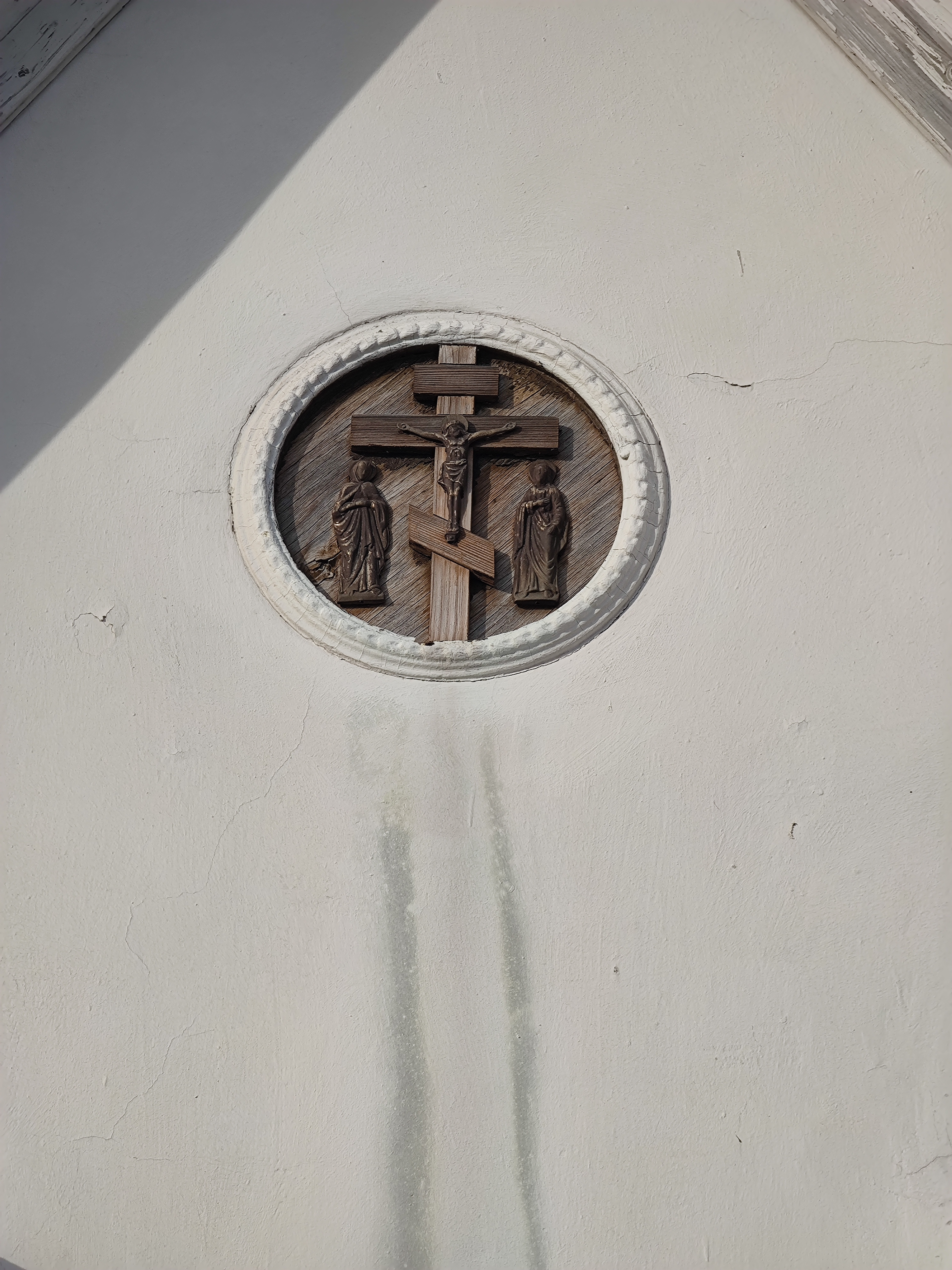
Ortodoxt krucifix på fasaden.